# Соколац
Соколац је градско насеље и сједиште истоимене општине. Општина Соколац је једна од шест општина града Источног Сарајева у Републици Српској и БиХ. Према прелиминарним подацима пописа становништва 2013. године, у насељеном мјесту Соколац укупно је пописано 5.919 лица.
Соколац је добио статус општине за вријеме Аустроугарске владавине у Босни и Херцеговини. Оснивач и први предсједник општине Соколац био је Раде Мијатовић (1893–1944).
Општина Соколац спада у ред средње развијених општина. Налази се у источном дијелу Републике Српске и БиХ, између општина Хан Пијесак, Рогатица, Пале, Источни Стари Град а сјеверним дијелом граничи са општином Олово у Федерацији БиХ. Површина општине Соколац је 700 km². Соколачкој општини припада 1,35% укупне површине БиХ односно 2,35% територије Републике Српске. Спада међу веће општине по површини у Републици Српској. У општини Соколац постоји 12 мјесних заједница са 95 насељених мјеста. Према прелиминарним подацима пописа становништва 2013. године, у општини Соколац је укупно пописано 12.607 лица.

## Географија
Соколац се простире у сјеверном дијелу Гласиначког поља у подножју планине Романије. Сјеверни дио Гласиначког поља у коме је смјештен Соколац, често се назива Соколачким пољем. Соколац се налази на надморској висини од 870 метара. У зони удаљености 43 километра од Сокоца, налази се Сарајево, главни град Босне и Херцеговине. Близина Сарајева омогућава коришћење Међународног аеродрома у Бутмиру, што Соколац сврстава у ред градова са израженим предусловима за развој саобраћаја, индустрије и туризма.

### Рељеф
Гласинац је благо заталасана висораван површине 22 квадратна километра, окружена четинарским шумама и врховима Романије, Боговићке планине, Градине, Рабра, Црног врха, Копита и Кратеља. Гласинац је створен дислокацијом тла под утицајем ерозије. Високи, безводни дијелови висоравни, простране терасе и остаци старе долине покривене глином, бројне вртаче и пећине су основна обиљежја гласиначког рељефа. Стога су насеља на Гласинцу локализована по ободу висоравни и у Соколачком пољу које је богато водом.

### Хидрографија
Главна ријека на Гласинцу је Решетница која извире на брду Пуховцу, које се налази непосредно изнад Сокоца. Ерозивни процеси који су обликовали Гласинац, спријечили су ријеку Решетницу да изгради свој дефинитивни профил. Тај природни процес учинио је да Решетница нестаје у понору.
Брдо Пуховац је значајно као развође ријека Праче односно Дрине и Биоштице односно Босне.

### Клима
Хидрометеоролошка станица у Сокоцу основана је 1892. године за вријеме аустроугарске владавине у Босни и Херцеговини. У Сокоцу влада такозвана претпланинска и планинска клима. На климу пресудно утичу конфигурација терена и надморска висина. На основу метеоролошких посматрања, најниже температуре измјерене су у јануару. Љетни температурни максимум забиљежен је у јулу. Посљедњих година честа су љета са високим температурама, а зиме без много снијега са изузетком 2011/2012 године. Најнижа температура измјерена је 2000. године и износила је -31,6 °C. Највиша температура у Сокоцу је измјерена 1998. године и износила је 36,0 °C. Средња температура износи 7,7 °C у прољеће, 16,9 °C љети, 7,7 °C у јесен, -1,9 °C зими.

## Историја
Будући да се налази на Гласиначкој висоравни, историја Сокоца је саставни дио знамените историје Гласинца. У Сокоцу не постоји музејска установа у којој би били похрањени многобројни налази пронађени у самом граду и уопште на Гласинцу. Реализацију плана за оснивање музеја Гласинца и Романије прекинуо је Отаџбински рат. Многе драгоцјености овога краја расуте су по музејима у Аустрији и БиХ. Претпоставља се да је значајан дио налаза са Гласинца завршио у приватним колекцијама потомака аустроугарских официра из Прве инжињерске регименте који су вршили прва ископавања гласиначких тумула.

### Праисторија
Подручје Гласинца представља археолошки драгуљ с обзиром на богатство културних слојева из различитих праисторијских периода.

#### Палеолит
У археолошким ископавањима у пећини Подлипе у близини ријеке Биоштице на Кадића Брду код Кнежине, пронађени су трагови људског постојања из палеолита старији од четрдесет хиљада година. У и око пећине Подлипе откривен је богат археолошки материјал, камене алатке и оруђа односно артефакти који су датирани у доњи, средњи и горњи палеолит, остаци пећинског медвједа, палеолитска умјетност и остаци неандерталца.
Посљедња систематска истраживања пећине Подлипе вршена су 2015. године под вођством проф. др Душана Михајловића са Филозофског факултета Универзитета у Београду.

#### Бронзано доба
О условима који су владали на Гласинцу у бронзаном добу, говори се на основу анализе тумула. У раном бронзаном добу, Гласинац су насељавале људске групе које су припадале различитим енеолитским културама. Врло је вјероватно да су све те групе у ширем смислу биле сродне. Података о гласиначким насељима из раног бронзаног доба готово да нема. Познато је да су се налазила на брежуљцима односно градинама. Чинили су их мали објекти са каменим бедемима који су прилагођени конфигурацији терена. Сточарство је било основна привредна грана. О средњем бронзаном добу на Гласинцу, говори се на основу двадесетак истражених тумула у којима је пронађен бронзани накит. Повећан број тумула говори о повећању броја становника, те да је Гласинац у средњем бронзаном добу био стално насељен. Видљив је процес приближавања и стапања хетерогених група и формирање једног вишег типа друштвене организације.
О Гласинцу у касном бронзаном добу говори се као о “Гласиначкој културној групи” због великог броја тумула, јасно одређених података о насељима и налазима који неоспорно указују да је на Гласинцу постојала једна хомогена заједница са властитим културним изразом. Пошто су нека од тадашњих насеља имала трајни карактер, дошло је до развоја трговине и стварања предуслова за почетак занатске дјелатности. Слој обогаћеног родовског племства већ се почео издвајати а гробови са богатим налазима бронзаног накита показатељи су високог животног стандарда.
Многи од налаза који говоре о касном бронзаном добу, пронађени су у Сокоцу односно у налазишту Градац и Талине.

#### Гвоздено доба
Подручје Соколца у археологији је познато по чувеној Гласиначкој култури која представља културу Аутаријата из гвозденог доба.

##### Почетак истраживања
За почетак истраживања историје Гласинца из гвозденог доба, пресудно је било несистематско прекопавање неколико група тумула у околини Соколца у току грађевинских радова на путу Сарајево-Соколац-Рогатица које је изводила аустроугарска окупаторска војска 1880. године. За изградњу пута било је потребно много камена за насип те су окупатори велику количину камених блокова извадили из неколико праисторијских гробница. На један од откопаних тумула који се налазио код моста на Решетници, пажњу је обратио Јохан Лекса, поручник из Прве инжињерске регименте стациониране у Горажду. Поручник Лекса је прикупио налазе и послао их у Беч гдје су дошли у руке једном од водећих стручњака из области праисторијске науке Фердинанду Хоштетеру. Хоштетер је налазе обрадио и објавио у саопштењима бечког Антрополошког друштва. У центру овог тумула лежао је гроб који је припадао некој од истакнутих личности свог доба. Уз костур је положено нешто накита, један бронзани пехар за вино грчког типа и бронзани модел кола односно чувена Гласиначка колица. Захваљујући понајвише Гласиначким култним колицима али и начину израде осталих пронађених предмета, Гласинац се нашао у центру пажње европских археолога.
Са оснивањем Земаљског музеја у Сарајеву, археолози Ћиро Трухелка и Ђорђе Стратимировић започели су 1888. године систематска истраживања на Гласицу. Њима се убрзо придружио Фрањо Фиала који је од 1892. до 1897. године на себе преузео највећи дио посла. Уз Фиалу је радио каснији кустос Земаљског музеја Вејсил Чурчић. У десет година рада извршена су ископавања великог обима а резултати су испунили очекивања. Више од хиљаду тумула откопаних на самом Гласинцу дали су изузетно богатство и разноврсност налаза и података да је постало јасно да се ради о једном од најважнијих праисторијских комплекса на подручју западног и централног Балкана.

##### Старије гвоздено доба
Производња жељезног оружја и бронзаног накита у овом периоду доживјела је процват захваљујући чему данас можемо говорити о разноврсности форми по којима је Гласинац постао познат и која је допринијела да се о њему говори најчешће као о налазишту жељезног доба. Упоредо са привредним успоном, на Гласинцу се одвијао динамичан друштвени развој. Према археолошким налазима може се говорити о три друштвена слоја у оквиру друштва које је носило Гласиначку културу. Најшири слој становништва чинили су људи који су се бавили сточарством. Други слој је чинила ратничка аристократија. На челу гласиначког друштва налазио се вођа који се у литератури дефинише као кнез или поглавица. О степену развоја друштва највише података пружају кнежевски гробови, богат и разноврстан материјал пронађен у њима и величина појединих градина којима гравитирају веће некрополе тумула. Гласиначки кнежеви имали су мач са посебним украсом. Статусни симбол кнежева била је једна врста жезла коју су држали за појасом, то је био брус са украшеном ручком и служио је за оштрење мача и других алатки.

##### Гласиначка култура
Гласиначка култура је према бројним показатељима заправо култура илирског племена Аутаријата. У периоду највећег развоја и распрострањености у касном гвозденом добу, Гласиначка култура је поред самог Гласинца односно југоисточне Босне, захватала један далеко шири простор источне Србије, источне Херцеговине, велики дио данашње Црне Горе и на крају сјеверну и средњу Албанију гдје је њен огранак познат под називом Гласинац-мати култура. Поред археолошких налаза, постоје и писани историјски извори који потврђују да су гласиначки Аутаријати у касном гвозденом добу доживјели експанзију. Од средине IV вијека прије нове ере, на Гласинцу се смањује број становника, наступа општа декаденција и осиромашење. Крајем III вијека старе ере, подручје Гласинца на којем је цвјетала култура жељезног доба, постало је пусто. Постоје бројни подаци о различитим невољама који су сналазили Аутаријате, о њиховом расељавању и тешкој судбини која је неке од њих задесила.
У стручној литератури постоје више верзија нестанка Аутаријата са територије данашњег Гласинца. Прва је инвазија Келта која је донекле одбачена пошто на Гласинцу нису пронађени материјални остаци који потврђују њихово постојање на том подручју. Друга је селидба 20.000 Аутаријата са Гласинца у античку државу Пеонију. Према античким писцима који такође биљеже сеобу Аутаријата, ова сеоба је повезана са ивазијом жаба које су на Гласинцу загадиле земљу и воду. У неким изворима поред жаба помињу се мишеви. Међутим, очигледно је за нестанак Аутаријата са Гласинца била одговорна катастрофа проузрокована дејством природних сила на које они објективно нису могли утицати.
Нестанком Аутаријата са Гласинца, гаси се Гласиначка култура, не постоје налази који би свједочили о животу људи на Гласинцу а Аутаријати се полако губе у историјским изворима.

#### Римска епоха и рани средњи вијек
Гласинац је у периоду пред долазак Римљана био ријетко насељен што значи да није имао никакав културни нити политички значај. Археолози нису утврдили постојање значајнијих римских остатака будући да је већи дио правог Гласинца прекопан када су вршена археолошка истраживања Гласиначке културе. На Гласинцу није пронађено нити једно римско насеље, што је и разумљиво, пошто су у римском периоду насеља спуштана у равничарске предјеле.
Послије диобе Римског царства, географска Босна је запала под Западно римско царство. Од V до VII вијека наше ере у Босни се смјењују разни народи. Остаје непознато да ли је неки од тих народа, нарочито Готи, дуже боравио на Гласинцу. Такође, не постоје подаци о животу досељених Срба на Гласинцу све до пред крај средњег вијека када историјска наука на основу писаних извора и друге грађе, поуздано може говорити о етничкој прошлости Гласинца.

### Средњи вијек
У историји средњовијековне Босне, Гласинац је био у саставу босанске државе током цијелог периода њеног постојања. Гласинац се налазио у посједу војвода из рода Павловића заједно са два врло значајна средњовијековна града, Оловом и Борчом. У доступним подацима из овог периода, често се помиње Црква на Гласинцу и царина која се налазила у њеној близини. Средњовијековна црква налазила се у соколачком селу Бјелосављевићи у близини магистралног пута Соколац-Рогатица. Према расположивим подацима, црква је изграђена у XIV вијеку од седре и камена а унутрашњост је фрескописана. Око цркве се налази некропола са 360 стећака који су 2013. године заједно са остацима темеља цркве уврштени у листу Националних споменика Босне и Херцеговине и налазе се под заштитом државе.
Поред некрополе стећака на Црквини, у самом Сокоцу и његовој непосредној околини постојало је или постоји много некропола. Стећци из некрополе на соколачкој градини уграђени су у зидове цркве Св. пророка Илије. Уз ову некрополу евидентирани су стећци у Балтићима, Подроманији, Сајицама, Пољаку и у другим соколачким селима. Када је у питању судбина средњовијековног гласиначког становништва, претпоставља се да је нагло проријеђено. Доказ за то је један недовршени стећак пронађен у Балтићима. Претпоставља се да је осипање становништва изазвала неке нагле промјена попут најезде Турака, епидемијским обољења и слично. Упркос томе, становници који су преживјели пренијели су бројне податке о старинама као и средњовијековне топониме који се на Гласинцу и Романији користе и данас.

### Турско доба све до краја XVIII вијека
Гласинац је под турску власт пао веома рано. Пошто су Турци 1428. године освојили градове Ходидјед и Врхбосну, сматра се да је у тим походима окупиран и Гласинац као главни приступни плато поменутим градовима. О утицају турског освајања Гласинца на етничке прилике говори се на основу недовршеног стећка који је пронађен изнад Сокоца. Етничка промјена изазвана доласком Турака била је веома нагла и довела је до осипања али не и потпуног нестанка становништва са Гласинца. Планински карактер Гласинца није погодовао Турцима па га нису значајније населили, међутим, геостратешки положај висоравни утицао је на то да је пут који је повезивао Врхбосну са Цариградом управо пролазио преко Гласинца. Према подацима из сиџика сарајевског муле из XVI вијека, Гласинац је био у саставу Вишеградског кадилука. То значи да је у XVI вијеку Гласинац био слабо насељен па није постојала потреба за формирањем Гласиначког кадилука као организационе јединице турске државе. На Гласинцу се у XVI вијеку насељавају спахије пошто мјесно хришћанско становништво бјежи у планине усљед намета, одвођења здравих дјечака у јањичаре и заразних обољења. Један дио старог становништва прешао је на ислам али о томе нема поузданих података. Данас се поуздано зна да су муслимани избјегавали да се сахрањују уз средњовијековне гласиначке стећке, за разлику од православних хришћана који су своја гробља интензивно наслањали уз некрополе. У XVII вијеку на Гласинцу је постојала џамија. Она је 1928. године са првобитне локације у Подроманији недалеко од Сокоца пренијета у муслиманско село Новосеоце. Поред ове џамије од историјског значаја су и турска гробља и појединачни мезари, међу којима се нарочито истиче мезар бега Соколића у Сокоцу који је погинуо на том мјесту дијелећи мегдан са Бановић Секулом. Гроб бега Соколића измјештен је при изградњи соколачке гимназије. У XVIII вијеку Гласинцем је господарило једанаест спахија. Преци данашњих становника Сокоца и Гласинца населили су се управо у овом периоду.

#### Насељавање Гласинца
Саобраћајни значај Гласинца кроз историју је имао двоструки утицај на етнички састав и прошлост становништва. Док су са једне стране биле омогућене везе са сусједним областима, са друге стране сукоби цивилизација доносили су бројне недаће.
У погледу самог насељавања правог Гласинца прецима његових данашњих становника, велики значај имају миграције сточара из источне Херцеговине и Рашке преко ове висоравни. Управо се због тога становници Гласинца по много чему разликују од становника сусједног Мулалука, како се на Гласинцу до Другог свјетског рата називало Сарајево, од кога га дијели Романија. На Гласинцу је становништво у толикој мјери херцеговачко да уопште и не чуде изражене разлике у погледу говора, народне ношње, старе градње и начина живота у односу на становнике Мулалука.

### Оснивање Сокоца
Соколац је настао, пред сами крај турске владавине када се на ужем подручју данашњег града утаборило шеснаест турских батаљона. 1852. године Топал Осман-паша, провео је са својим табором у Сокоцу пуна два мјесеца. Том приликом подигнут је први од три позната соколачка хана. Посљедњи или Шахинпашића хан, срушен је 1930. године. Око ханова је изграђено насеље које је временом постало средиште за цијели крај.
Два значајна догађаја имала су кључни утицај на даљи развој Сокоца као средишта Гласинца. Поред изградње православне цркве на соколачкој градини 1876. године, од несумњиве важности било је и отварање школе 1871. године, у којој је први учитељ био Ристо Чајкановић. Тако је Соколац суштински постао центар гласиначког краја, иако је природно саобраћајно средиште Гласинца оближње село Подроманија. Помијерање природног средишта Гласинца настало је и због недостатка воде у Подроманији односно због постојања снажних извора воде у Сокоцу.

## Култура и знаменитости
Установа за културу "Соколац" је централна културна установа на подручју општине Соколац. Основана је 26. маја 1994. године издвајањем из оквира Народне библиотеке Соколац. Програмски задаци Установе од њеног оснивања реализовани су у импровизованом простору објекта кино-сале, који је изграђен 1948. године. Непосредно након генералне реконструкције објекта, крајем јула 2011. године, Установа за културу "Перо Косорић" изгојела је у пожару. Соколац је само за неколико часова остао без објекта у којем су се окупљали овдашњи културни посленици али и други грађани. У пожару је изгорјела изузетно вриједна етно-збирка, са предметима који су годинама прикупљани.
Установа за културу и Српско културно и просвјетно друштво "Просвјета" су организатори културних догађаја у општини, а најзначајнија манифестација су „Госпојинске вечери културе“. Поједине манифестације које традиционално организује Установа за културу Соколац јединствене су у ширем српском етничком простору. Једна од таквих манифестација су традиционалне Никољданске свечаности.

### Знаменитости
У Сокоцу се налазе многобројни симболи ранијих времена. Шире подручје општине у научним круговима је познато по некрополама са стећцима. Организација Уједињених нација за образовање, науку и културу Унеско је стећке у Лубурић пољу 2016. године уписала на Листу свјетске баштине.

#### Романијска Лазарица
Црква Светога пророка Илије је грађена између 1876. и 1882. године на локалитету Градац у Сокоцу. Према Ристу Чајкановићу, једном од првих учитеља Српске школе у Сокоцу, градња храма почела је 27. јуна 1873. године. За зидање соколачког храма неимари су користили камен из праисторијских тумула и стећке са локалитета саме градине. Материјал за изградњу соколачког храма доношен је и са локалитета Црквине у Бјелосављевићима гдје се налазила чувена православна црква на Гласинцу из 14. вијека која се у више наврата помиње у дубровачким списима. Изградња цркве на соколачкој градини пресудно је утицала на помијерање природног средишта Гласинца из Подроманије у Соколац. Освећење цркве Светог пророка Илије у Сокоцу, извршио је митрополит Дабробосански Сава Косановић.
У Другом свјетском рату соколачки храм су бомбардовали њемачки авиони. Том приликом у потпуности је уништен комплетан црквени инвентар, иконостас и фреске које је између два свјетска рата насликао академски сликар Роман Петровић. За потребе централног усташког стожера на Гласинцу је кориштен парохијски дом соколачкке цркве. У неславним данима окупације, усташе су комплетан архив са љетописом соколачке цркве, искористили за загријавање просторија, чиме су заувијек изгубљени бројни подаци о становништву и догађајима на Гласинцу до Другог свјетског рата.
У Отаџбинском рату Соколац је постао сједиште митрополита даборобосанског Николаја, па је Романијска Лазарица постала саборни храм Митрополије дабробосанске. За Романијску Лазарицу се вежу врло значајни догађаји који се односе на настанак Републике Српске. У мају 1994. године у Сокоцу уз звона Романијске Лазарице, скромно а величанствено, дочекани су руски патријарх Алексиј II и српски патријарх Павле, који су са митрополитом Николајем на олтару романијске светиње молили за пријеко потребни мир у земљи.
Романијска Лазарица представља симбол Сокоца и као таква је представљена у средишњем дијелу грба општине Соколац.

#### Мали Зејтинлик
Српско војничко спомен-гробље Мали Зејтинлик налази се у насељу Соколачке Њиве у Сокоцу. Мали Зејтинлик је настао по завршетку Отаџбинског рата 1996. године, односно по потписивању Дејтонског споразума. Након потписивања Дејтонског споразума, велики дио територије Српског Сарајева припао је Федерацији БиХ, након чега је дошло до масовног егзодуса 150.000 Срба из Вогошће, Грбавице, Добриње, Хаџића, Илиџе, Рајловца, Илијаша, Центра и других дијелова Српског Сарајева. Остављајући своја вијековна огњишта, сарајевски Срби извршили су преношење посмртних остатака српских бораца на слободну територију, од чега је један дио организовано пренијет у Соколац и сахрањен на данашњој локацији Српског војничког спомен-гробља Мали Зејтинлик у Сокоцу.
Српско војничко спомен-гробље Мали Зејтинлик, освештао је Његово високопреосвештенство блаженопочивши митрополит дабробосански Г. Г. Николај . У Малом Зејтинлику сахрањено је преко 1000 бораца Сарајевско-романијског корпуса Војске Републике Српске. Просјечна старост сахрањених бораца је 25 година.
На централном платоу споменика налази се Спомен крст и Спомен црква Свете Петке. Република Српска на Малом Зејтинлику обиљежава Дан одбране сарајевско-романијског региона у Отаџбинском рату 16. јуна, када је 1992. почела офанзива Армије БиХ на Сарајевско-романијску регију.

#### Споменик српских бораца
Споменик српских бораца налази се у близини зграде општине Соколац и овај споменик је Централно спомен-обиљежје српским борцима погинулим у Одбрамбено-отаџбинском рату на ратиштима у околини Сарајева. На овом обиљежју исписана су имена 1.208 бораца припадника великог броја јединица Сарајевско-романијског корпуса. Споменик је изграђен у склопу Парка српских бораца, гдје је изграђен и централни градски трг. Укупна површина је 700 метара квадратних. Београдски вајар Момчило Крковић аутор је идејног рјешења Централног спомен-обиљежја погинулим борцима из Отаџбинског рата. Споменик има значење симбола борбе и отпора Српског народа у настојањима да оствари Републику Српску. Симболика споменика је вишеструка. Крст у средишњем дијелу симболизује православно хришћанство које одувијек уједињује Србе. Купола као елемент српске средњовијековне архитектуре симболизује светосавски континуитет који омогућује самоодржање српског народа. Посљедњи симбол споменика и његова поента је тврђавски елемент, који је српски народ његовао кроз вијекове градећи куле и градове, да би се заштитио од напада непријатеља и пропасти.

#### Споменик из Парка бораца Романије
Централни градски парк Соколац је добио између 1977. и 1980. године, у вријеме када је на челу општине био Јован Беатовић. Првобитни назив био је Парк народних хероја. У парку се налазе бисте народних хероја из Другог свјетског рата. На каменом платоу, у горњем дијелу парка, налази се споменик романијском борцу који подигнутом десном руком позива народ Романије на борбу. Овај споменик не треба мијешати са спомеником народног хероја Славише Вајнера Чиче који у Парку бораца Романије има бисту. Уз споменик романијског борца налази се и спомен-костурница из Другог свјетског рата, која деценијама свједочи о величини слободарског духа народа Романије. У спомен-костурници почивају земни остаци око хиљаду романијских бораца. Сваке године, на датум Првог и Другог ослобођења Сокоца, на Дан побједе над фашизмом и на Дан устанка народа и народности БиХ, Општински одбор СУБНОР-а и делегација општине Соколац, полагањем вијенаца на на централну спомен-костурницу у Парку бораца Романије, одају почаст људима који су положили животе за слободу.

#### Споменик добровољцима 1912−1918.
У Сокоцу скоро да не постоји кућа и фамилија које нису имале некога од најближих у добровољачким јединицама у периоду од 1912. до 1918. године. Њима у част општина Соколац подигла је трг и споменик на којем је уписано око четири стотине имена људи који су животе дали на бројним свјетским ратиштима. Највећи проблем Одбора за изградњу овог споменика био је прикупљање података о учесницима балканских и Првог свјетског рата. Као извори за формирање списка добровољаца кориштени су подаци прикупљени од потомака добровољаца али и архиви у Београду и Сарајеву те катастар у Сокоцу.
Сваке године на Дан примирја у Првом свјетском рату 11. новембар, делегације Амбасаде Србије у Сарајеву, општине Соколац и Општинског одбора Удружења потомака и поштовалаца српских добровољаца од 1912. до 1918. године, полажу вијенце на Споменик солунским добровољцима. Велики број добровољаца из општине је учествовао у пробоју Солунског фронта.

## Образовање

### Установа за предшколско васпитање и образовање
На подручју општине Соколац егзистира Установа за предшколско васпитање и образовање која је основана 1981. године. Капацитет Установе за предшколско васпитање и образовање је 146 полазника. Прије рата установу је похађало 120 полазника, а сада обданиште ради са смањеним капацитетом због лошег стандарда родитеља дјеце и због тога што је узраст од шест година, који је био обухваћен предшколским образовањем, уписан у први разред основне школе преласком основног образовања на деветогодишње.

### Основна школа Соколац
Основна школа Соколац, је установа за основно образовање и васпитање омладине за подручје општине Соколац, са подручним одјељењима у Кнежини и Равној Романији. Из непоузданих извора се сазнаје да је основана 1871. године, док други извори наводе 1875. годину као годину оснивања. У архиви школе чува се документ у коме о почетку рада школе постоји сљедећи запис:
Ми кметови са Гласинца подижемо 1875. године Српску школу на Гласинцу и прогласисмо Милована Црногорца за учитеља...
У документима из школске архиве постоје подаци да је Основну школу Соколац пуних тридесет година од оснивања издржавала Српска православна црква. У појединим списима као први учитељ помиње се Ристо Чајкановић. Основна школа у Сокоцу спада у најстарије школе у сјевероисточном дијелу Републике Српске. Основна школа у Сокоцу, након завршетка Другог свјетског рата обновила је рад 1. септембра 1946. године и носила је назив ,,Славиша Вајнер Чича“, по народном хероји који је оставио свој живот у сукобу са непријатељем на легендарној Романији.

### Средњошколски центар
СШЦ Василије Острошки Соколац је установа задужена за средњошколско образовање на подручју општине Соколац. Основана је 31. августа 1961. године под називом Гимназија "Слободан Принцип Сељо". У Средњој школи, укључујући и Подручно одељење у Хан Пијеску, школују се ученици за различита занимања. Поред гимназије постоје и одељења шумарских и саобраћајних техничара, столара, возача и шумара.

### Висока школа за услужни бизнис
ВУБ (Висока школа за услужни бизнис) у Сокоцу је акредитована високошколска установа у којој се студијски програм одвија у трогодишњем и четверогодишњем трајању и у складу са Болоњском конвенцијом. Основана је 2007. године. На Високој школи за услужни бизнис постоје студијски програми право, економија и пословање, политичке науке, предузетништво и финансије, јавна управа и безбједност и пословна информатика.

### Народна библиотека Соколац
Народна библиотека Соколац основана је 1926. године и од тада успјешно задовољава потребе ученика, студената и осталих становника општине Соколац.
Разноврсни фонд библиотеке броји 26.300 библиотечких јединица који је евидентиран и стручно обрађен. У оквиру Народне библиотеке Соколац постоје Дјечије одјељење, Одјељење белетристике, Одјељење стручне књиге и серијске публикације и Одјељење завичајне збирке. Библиотека врши стручни надзор и организује рад у библиотекама Основне, Средње школе и Психијатријске болнице у Сокоцу.
До 2002. године Соколац је имао локалну радио-станицу „Романија“ која је основана 1975. године. Одлуком Регулаторне агенције за комуникације (ЦРА), чије је сједиште у Сарајеву, овој радио-станици ускраћена је дозвола за рад, тако да од мјесних медија постоји само лист СИН (Соколачке информативне новине), који излази једанпут месечно.

## Информисање
Темељи информисања у Сокоцу, постављени су 1975. године када је основана Радио Романија.

### Инфо радио Соколац
Носилац информисања у Сокоцу деценијама је био Радио "Романија". Радио "Романија" започео је емитовање програма 30. новембра 1975. године из студија у Средњошколском центру Василије Острошки. Регулаторна агенција за комуникације БиХ ускратила је дугорочну дозволу Радио Романији. Након вишедеценијског успјешног рада, Радио Романија је престао емитовати програм 3. јануара 2002. године. Инфо радио Соколац почео је са емитовањем програма 31. марта 2008. године након шестогодишњег медијског мрака и тишине у Сокоцу. Инфо радио свакодневно емитује шест часова властитог програма. У преосталом времену преноси програм Радија Републике Српске. Инфо радио програм емитује и путем интернета.

### Портал Соколац - срце Романије
Интернет комуникација постала је изузетно важна за информисање. Општина Соколац је препознала значај интернет гласила па се 13. новембра 2012. године на глобалној мрежи појавио веб портал Соколац - срце Романије. Портал је основан као први општински портал у Републици Српској, али је одлуком одборника Скупштине општине Соколац из 2021.године, промјенио власништво и сада припада једној агенцији за дигитални маркетинг из Београда.

## Привреда
Деценијама је носилац привредног развоја у општини Соколац била дрвна индустрија. Поред капацитета за примарну и финалну прераду дрвета (Романија АД), у Сокоцу су изграђене и фабрике у металној индустрији (УНИС — Творница котрљајних лежаја), текстилној и кожарској индустрији (Фатес- производња тепиха, КТК — дечја конфекција и делови обуће), прехрамбеној индустрији (Романинка, Чоловић), грађевинарству и трговини. Већина од набројаних фабрика је у тешкој ситуацији, а у неколико је покренут и стечајни поступак. Последњих година у експанзији је тзв. мала привреда, тако да је у Сокоцу регистровано око 150 приватних предузећа и 175 радњи, претежно трговачких и угоститељских.
У Сокоцу је сједиште и неколико великих предузећа од републичког и регионалног значаја, као што су: „Српске шуме“, „Телеком Српске“- Радна јединица Источно Сарајево, „Српске поште“ — Радна јединица Источно Сарајево и АД „Романијапутеви“.

## Спорт
Соколац је сједиште омладинског фудбалског клуба Гласинац 2011 и фудбалског клуба Соколац.
У Сокоцу ради више спортских клубова организованих у Спортско друштво Гласинац. У заједничким лигама БиХ такмиче се женски одбојкашки клуб и шаховски клуб, а у прволигашкој конкуренцији у Републици Српској наступају кошаркашки и фудбалски клуб. Веома добре резултате постиже и атлетски клуб. Треба поменути и карате клуб као и смучарски клуб, чији су се такмичари истакли добрим резултатима на бројним такмичењима. Члан овог клуба, Бојан Самарџија је наступао за репрезентацију БиХ на Зимским олимпијским играма у Торину 2006. године.

## Становништво
По последњем службеном попису становништва из 1991. године, општина Соколац је имала 14.883 становника, распоређених у 88 насељених места.
| Националност       | 2013.          | 1991.          | 1981.          | 1971.          | 1961. |
| Срби               | 5.623 (99,40%) | 5.182 (93,16%) | 3.211 (87,99%) | 2.256 (91,55%) |       |
| Муслимани          | 0 (0,00%)      | 262 (4,71%)    | 140 (3,83%)    | 107 (4,34%)    |       |
| Југословени        | 1 (0,01%)      | 47 (0,84%)     | 224 (6,13%)    | 16 (0,64%)     |       |
| Хрвати             | 9 (0,15%)      | 10 (0,17%)     | 34 (0,93%)     | 43 (1,74%)     |       |
| остали и непознато | 24 (0,42%)     | 61 (1,09%)     | 40 (1,09%)     | 42 (1,70%)     |       |
| Укупно             | 5.657          | 5.562          | 3.649          | 2.464          | 1.132 |

|  |

## Градови побратими
- Обреновац, Србија
- Гораждевац, Србија
- Ариље, Србија
- Хоенбург, Њемачка
- Ормилија, Грчка[14]

## Галерија
- Романијска Лазарица
- Романијска Лазарица
- Рељеф из Црквине на Гласинцу, уграђен је у под звоника цркве